# Phoebophilus
Phoebophilus é um gênero de traça pertencente à família Arctiidae.